# Ifjord
Ifjord är en by i Lebesby kommun i Finnmark fylke i norra Norge. Orten ligger där fylkesväg 888 ansluter mot fylkesväg 98.

## Bilder

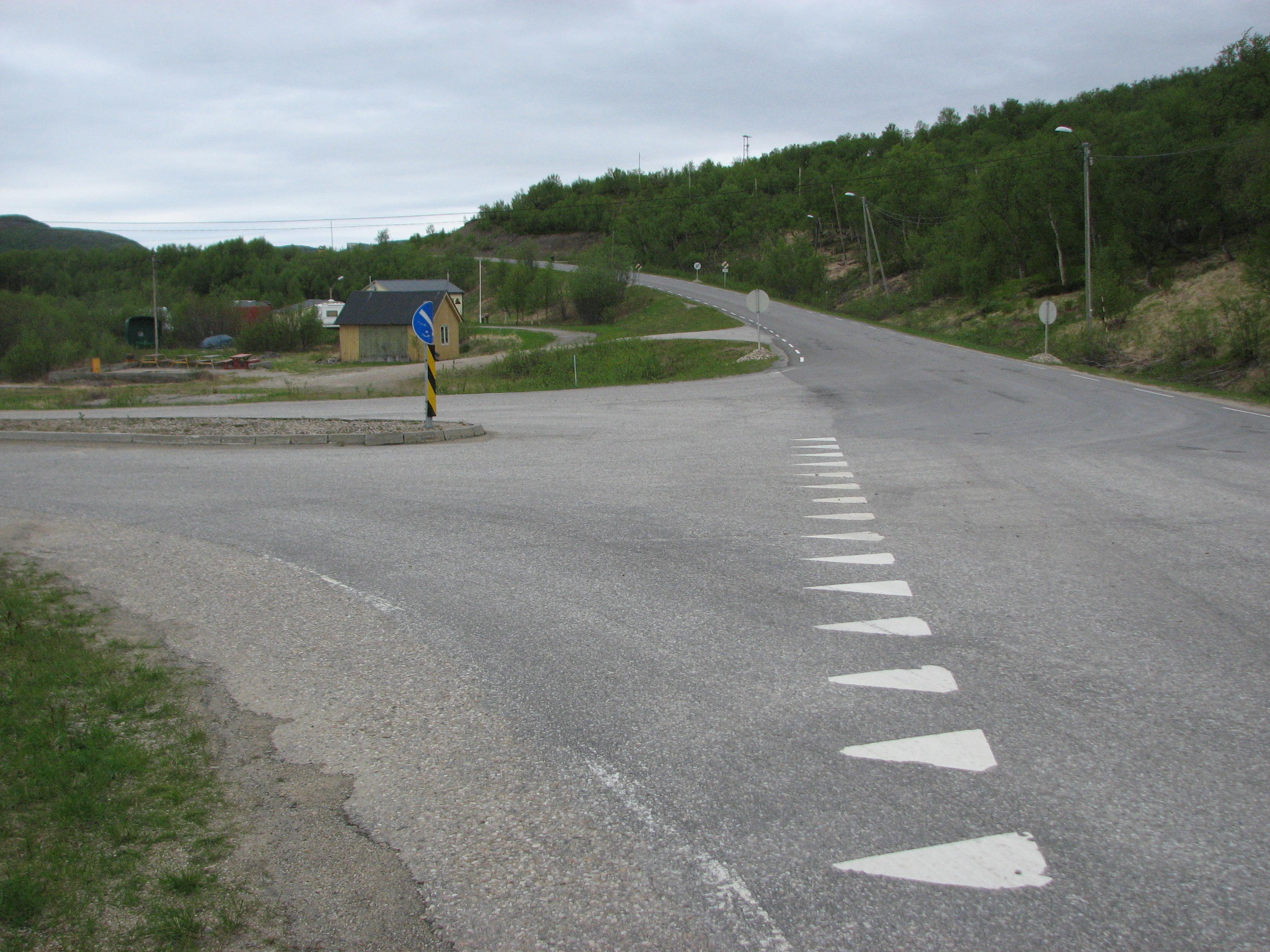
Vägskälet där fylkesväg 98 och fylkesväg 888 möts.
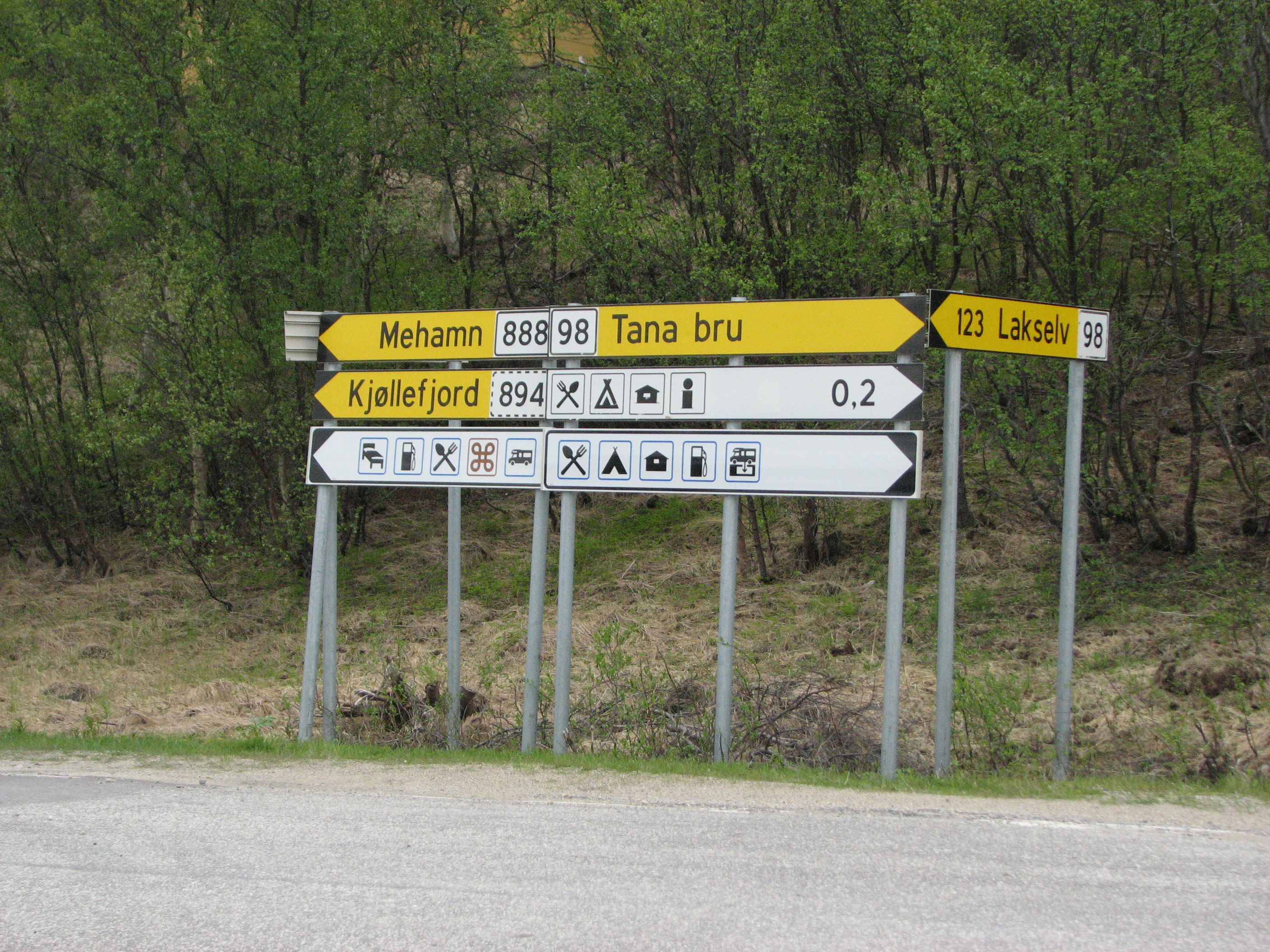
Vägvisarna vid vägskälet.